# Martin Gottfried Weiss
Martin Gottfried Weiss (3. lipnja 1905. – 29. svibnja 1946.) bio je nacistički zapovjednik koncentracijskih logora (Neuengamme, Arbeitsdorf, Dachau i Majdanek).

## Osobni život
Rođen je u njemačkom gradu Weidenu (sadašnja Bavarska). Otac mu je radio za njemačku državnu željezničku tvrtku (Königlich Bayerische Staatseisenbahnen). Imao je dvije sestre te je odgojen kao katolik. Nakon srednje škole, obrazovanje nastavlja u školi za mehaničko inženjerstvo u Landshutu. Školovanje je završio 1924. godine te se zapošljava kao stažist u željezari. Nakon posla u željezari tri godine radi za tvrtku koja s bavi električnim instalacijama te se u ljeto 1926. godine pridružuje NSDAP-u.
Skupa s dva prijatelja u rodnom gradu Weidenu osniva lokalne ogranke Sturmabteilunga i Hitlerjugenda te 1930. godine završava studij električnog inženjerstva u Kyffhäuseru. Nakon završetka studija zapošljava se kao učitelj u jednoj školi, a taj posao napušta 1932. godine kako bi se pridružio SS-u.

## Karijera u SS-u
1933. godine dobiva svoju prvu poziciju unutar koncentracijskog logora Dachau, postao je čuvar. Nakon pola godine rada kao čuvar premještaju ga na položaj inženjera, da bi u ožujku 1938. godine postao pobočnik zapovjednicima logora, Hansu Loritzu i Alexanderu Piorkowskiju.
U studenom 1940. godine postaje zapovjednik koncentracijskog logora Neuengamme, a od travnja 1942. do srpnja iste godine zapovijeda logorom Arbeitsdorf.
1. rujna 1942. godine postaje zapovjednik logora Dachau. Nedugo nakon početka rada dobiva ozbiljne kritike od strane Oswalda Pohla i to prvenstveno na račun lošeg zdravstvenog stanja zatvorenika. Za vrijeme njegove službe ubijeno je preko 50 osoba, a na poslijeratnim suđenjima branio se kako su ubijeni bili zarobljenici tajne policije Gestapo.
3. studenog 1943. godine u koncentracijskom logoru Majdanek ubijeno je preko 17 000 Židova. Dan kasnije Wiess zauzima položaj glavnog zapovjednika logora te je odgovoran za uklanjanje svih dokaza i materijala vezanih za potonju masovnu egzekuciju Židova.

## Uhićenje i suđenje
29. travnja 1945. godine uhićen je u Münchenu od strane američkog 292. topničkog bataljuna.
Prvo suđenje u Dachau (poznatije još i kao suđenje Martinu Gottfriedu Wiessu i 39-orici) započelo je 15. studenog 1945. godine u jednoj od zgrada unutar već tada bivšeg koncentracijskog logora Dachau. Ova suđenja su održava od strane američkog vojnog tribunala, a svi optuženi su pravomoćno osuđeni.
Neke od točaka po kojima je Wiess osuđen bile su kršenje zakona i običaja ratovanja, namjerno i nepravedno poticanje, pomaganje i učestvovanje u masovnim ubojstvima, mučenjima, nanošenjima teških tjelesnih ozljeda te izgladnjivanju zatvorenika, teroriziranje nenaoružanih ratnih zarobljenika, njihovo mučenje i ubijanje i sl.